# 信長公記

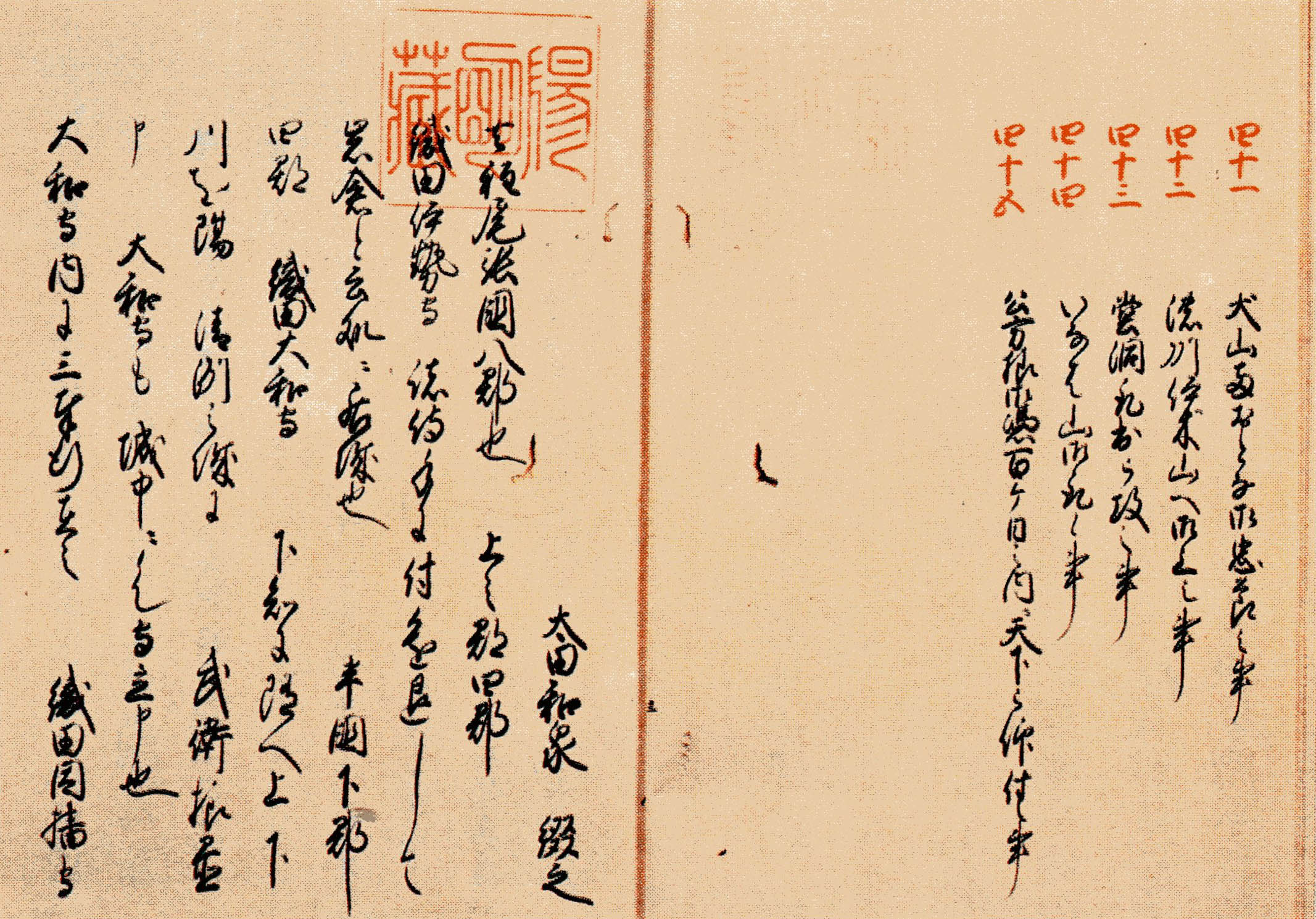
陽明文庫所收藏的《信長公記》

《信長公記》是部半傳記式的回憶錄，由織田信長舊將太田牛一（和泉守）著作。內容主要描寫關於日本戰國時代名將織田信長與其父織田信秀的生平事蹟。全書共16卷，從織田信秀崛起（天文三年、1534年）寫到本能寺之變後，德川家康逃回三河（天正十年、1582年）為止。由於作者曾為織田家臣，加上對事件的描述詳實完備，該著被認為是可信度相當高的一本著作，不過由於為半回憶錄式的寫作，故不代表全書毫無錯誤。
該書現存有25種版本，皆宣稱為太田牛一所著。目前無法確切確定何者為是，市面上流通一般以「町田本」為主。
內容形式則可分成下列三種:
- 《原本信長記》：以岡山大學池田家文庫所藏和內閣文庫（日语：内閣文庫）本為代表，分2冊15卷，但缺首卷。
- 《永祿十一年記》：前田家尊經閣文庫（日语：尊経閣文庫）所藏，據稱為太田牛一親筆，僅單卷。
- 《信長公記》：薩摩藩士町田久成（日语：町田久成）所藏，寬永年間的手抄本，全16卷，收錄並刊行於明治34年（1901年）的《史籍集覽》第19冊。

版本差異主要分成兩系，一為「原本信長記」系，以岡山大學池田家文庫本為代表（15卷）；一為「信長公記」系，以町田本為代表（16卷）。差別在於町田本含首卷（織田信長上洛前之記事），然而首卷謬誤處多因而被認為參考價值低於其餘15卷。
目前於日本各藏書單位所藏之書名名稱各異，有《信長公記》、《原本信長記》、《安土記》、《安土日記》、《太田牛一永祿十一年記》、《永祿十一年記》等。
為了和小瀨甫庵所著《信長記》（又稱《甫庵信長記》）區隔，一般慣以《信長公記》稱呼之。

## 外部連結
- （日語）http://ousar.lib.okayama-u.ac.jp/ikedake/komonjo/ja （页面存档备份，存于）
- （日語）https://dl.ndl.go.jp/ （页面存档备份，存于）
- （日語）信長公記全書原文(町田本)